# Distribución de Rayleigh
En la teoría de la probabilidad y estadística, la distribución de Rayleigh es una función de distribución continua. Se suele presentar cuando un vector bidimensional (por ejemplo, el que representa la velocidad del viento) tiene sus dos componentes ortogonales, independientes y siguen una distribución normal. Su módulo seguirá entonces una distribución de Rayleigh. Esta distribución también se puede presentar en el caso de números complejos con componentes real e imaginaria independientes y siguiendo una distribución normal. Su valor absoluto sigue una distribución de Rayleigh.

## Propiedades
El {\displaystyle n}-ésimo momento de una variable aleatoria {\displaystyle X\sim \operatorname {Rayleigh} (\sigma )} es
{\displaystyle \operatorname {E} [X^{n}]={\begin{cases}\sigma ^{n}2^{\frac {n}{2}}\left({\frac {n}{2}}\right)!&n{\text{ es par}}\\\sigma ^{n}{\sqrt {\pi }}\;{\frac {n!}{2^{n/2}\left({\frac {n-1}{2}}\right)!}}&n{\text{ es impar}}\end{cases}}}

## Estimación por máxima verosimilitud
Dada una muestra de {\displaystyle n} variables aleatorias independientes e idénticamente distribuidas con distribución de Rayleigh con parámetro {\displaystyle \sigma }
{\displaystyle {\hat {\sigma }}^{2}={\frac {1}{2N}}\sum _{i=1}^{N}x_{i}^{2}}
es el estimador por máxima verosimilitud de {\displaystyle \sigma ^{2}}.

## Distribuciones relacionadas
- Una variable aleatoria {\displaystyle R} se considera {\displaystyle R\sim \mathrm {Rayleigh} (\sigma )} si {\displaystyle R={\sqrt {X^{2}+Y^{2}}}} donde {\displaystyle X} y {\displaystyle Y} son variables aleatorias independientes tales que {\displaystyle X\sim N(0,\sigma ^{2})} y {\displaystyle Y\sim N(0,\sigma ^{2})}.
- Si una variable aleatoria {\displaystyle R\sim \mathrm {Rayleigh} (1)} entonces {\displaystyle R^{2}} sigue una distribución chi-cuadrado con dos grados de libertad, es decir, {\displaystyle R^{2}\sim \chi _{2}^{2}}.
- Si {\displaystyle X} es una variable aleatoria tal que {\displaystyle X\sim \operatorname {Exponencial} (\lambda )} entonces {\displaystyle Y={\sqrt {X}}\sim \mathrm {Rayleigh} (1/{\sqrt {2\lambda }})}.
- La distribución chi es una generalización de la distribución de Rayleigh.
- La distribución de Rice es una generalización de la distribución de Rayleigh.
- La distribución de Weibull es una generalización de la distribución de Rayleigh.